# Вздутоплодник
Вздутопло́дник (лат. Phlojodicárpus) — род многолетних трав семейства Зонтичные (лат. Apiaceae, Umbelliferae).

## Ботаническое описание
Низкие, голые или опушенные травянистые поликарпические растения. Каудекс разветвленный. Стеблей несколько, ветвистые или нет, плотные или полые, голые или только под зонтиками опушенные. Листья с плотными черешками. Пластинка дважды перисто-рассечённая. Зонтики сложные, одиночные, верхушечные. Зубцы чашечки короткие, треугольные. Лепестки белые, голые или опушенные. Плоды яйцевидные, голые или опушенные, сжатые со спинки.

## Название
Латинское название Phlojodicarpus произошло от греческих слов «phloidao» — «вздуваю» и «carpos» — «плод».

## Виды
Согласно разным классификация в род включены от трех до четырех видов, в том числе
- Phlojodicarpus popovii Sipliv. — Вздутоплодник Попова[источник не указан 2095 дней]
- Phlojodicarpus sibiricus (Fisch.) Koso-Pol. — Вздутоплодник сибирский
- Phlojodicarpus villosus (Turcz. ex Fisch. & C.A. Mey.) Turcz. ex Ledeb — Вздутоплодник мохнатый[источник не указан 2095 дней]
- Phlojodicarpus turczaninovii Sipliv. — Вздутоплодник Турчанинова[источник не указан 2095 дней] (иногда относимый к роду Феруловидка (Ferulopsis) как Ferulopsis hystrix (Bunge) Pimenov — Феруловидка щетинистая)

## Химический состав
В растениях рода Phlojodicarpus обнаружены кумарины, флавоноиды, эфирные масла.

## Применение
Лекарственные средства из видов Phlojodicarpus оказывают положительное действие при недостаточности мозгового кровообращения, а также обладают противоопухолевым и антибактериальным действием.